# フエダイ科
フエダイ科 Lutjanidae は、スズキ亜目の下位分類群の一つ。中型・大型の肉食魚のグループで、熱帯の沿岸海域を中心に100種類以上が知られている。

## 特徴
スズキ亜目としては大型魚が多いグループで、成魚の全長は数十cm程度、種類によっては1mを超える。
体は側扁するが体高は種類によって違い、いわゆるタイ形のものからサバ類のように細長いものまでさまざまな体形のものがいる。尾鰭は截形（三角形）のものとV字型に二叉したものがいる。口は大きく、顎には牙状の犬歯が並ぶ。
「フエダイ」（笛鯛）の名は、フエダイ属の口が前方に突き出て口笛を吹いているような形状をしていることに由来する。和名も形態もよく似たフエフキダイ科 Lethrinidae と紛らわしいが、フエダイ属は頭部に鱗が多いこと、口の中は赤くないこと、臼歯がなく牙状の犬歯が並ぶことなどで区別できる。なおフエダイ属以外のフエダイ科魚類では、口が前に突き出たものは少ない。
全世界の熱帯・亜熱帯域に分布する。日本でも暖流に面した本州中部以南で見られ、南西諸島で種類が多くなる。
多くの種類が浅い海の岩礁・サンゴ礁から水深数百mの深海まで生息している。また一部の種類は汽水域を生息場所とし、ゴマフエダイやウラウチフエダイは純淡水域までも入りこむ。食性は肉食性で、小魚・甲殻類など小動物を幅広く捕食するが、いくつかの種はプランクトンを食べる。

## 利用
ほぼ全種が食用となり、重要な漁業資源となるものも多い。沿岸では釣り・刺し網・定置網など、深海性のものも釣りや底延縄などで漁獲される。南西諸島では沿岸性のものが多く漁獲され、市場にも流通している。
身は白身で様々な料理に利用される。ただしバラフエダイやアオチビキなどでシガテラ中毒が報告されており、大型個体を利用する際は注意が必要である。
また、サンゴ礁性のものには体色が鮮やかなものが多く、水族館などで飼育される。ただ大型種が多いため個人での飼育には向かない。

## 下位分類
現生種は4亜科・17属・113種に分けられるが、このうち73種はフエダイ属である。スズキ亜目の分類上ではハチビキ科 Emmelichthyidae・タカサゴ科 Caesionidae が近縁で、タカサゴ科はフエダイ科の亜科として扱われていたこともある。
mtDNAを用いた分子系統解析では、イトヒキフエダイ亜科・ハマダイ亜科の2亜科が、タカサゴ科を含む他の亜科の姉妹群となることが示された。

### アメフエダイ亜科 Apsilinae
アメフエダイ亜科 Apsilinae は、口は比較的小さい。浅海から深海に生息する。
- アオダイ属 Paracaesio - アオダイ、ウメイロなど9種
- Apsilus 属 - 大西洋産2種
  - Black snapper, A. dentatus Guichenot, 1853
  - African forktail snapper, A. fuscus Valenciennes, 1830
- キビレフエダイ属 Lipocheilus
  - キビレフエダイ (Tang's snapper), Lipocheilus carnolabrum (Chan, 1970).
- Parapristipomoides 属
  - Scalemouth jobfish, Parapristipomoides squamimaxillaris (Kami, 1973)

### ハマダイ亜科 Etelinae
ハマダイ亜科 Etelinae は、体は比較的前後に細長く、尾鰭が大きく二叉する。大きな口と頑丈な顎をもつ。水深数百mほどの深海に生息するものが多いが、イシフエダイとアオチビキは沿岸浅海性である。
- ヒメダイ属 Pristipomoides - ヒメダイ、ハナフエダイ、ナガサキフエダイ、Crimson jobfishなど11種
- ハマダイ属 Etelis - ハマダイ、ハチジョウアカムツなど4種
- イシフエダイ属 Aphareus - イシフエダイ、オオグチイシチビキの2種のみ
- アオチビキ属 Aprion
  - アオチビキ Green jobfish, A. virescens Valenciennes, 1830
- バケアカムツ属 Randallichthys
  - バケアカムツ Randall's snapper, R. filamentosus (Fourmanoir, 1970)

### フエダイ亜科 Lutjaninae

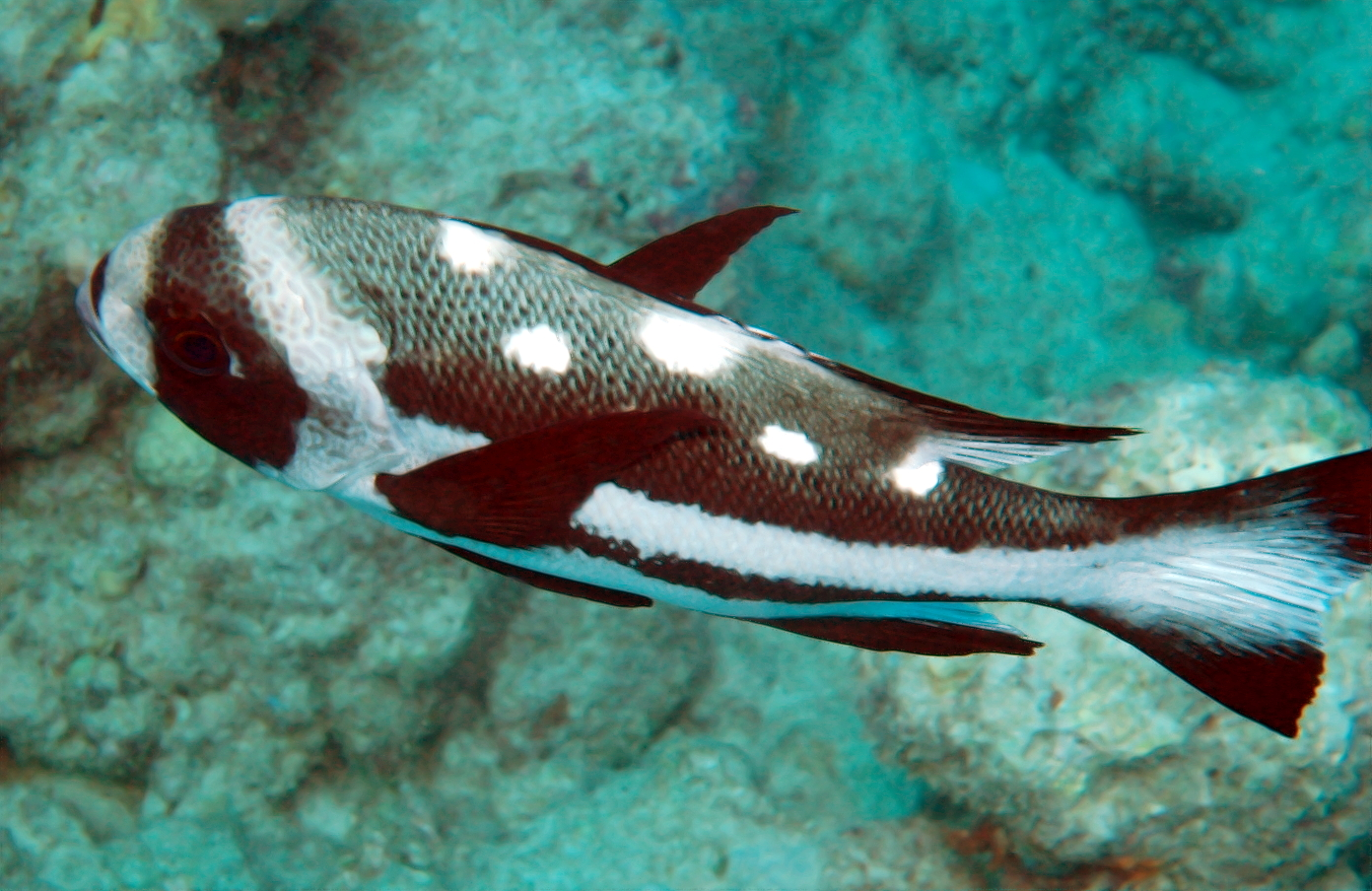
マダラタルミ Macolor niger 幼魚期は白黒の鮮やかな模様をしているが、成魚は一様に黒灰色になる

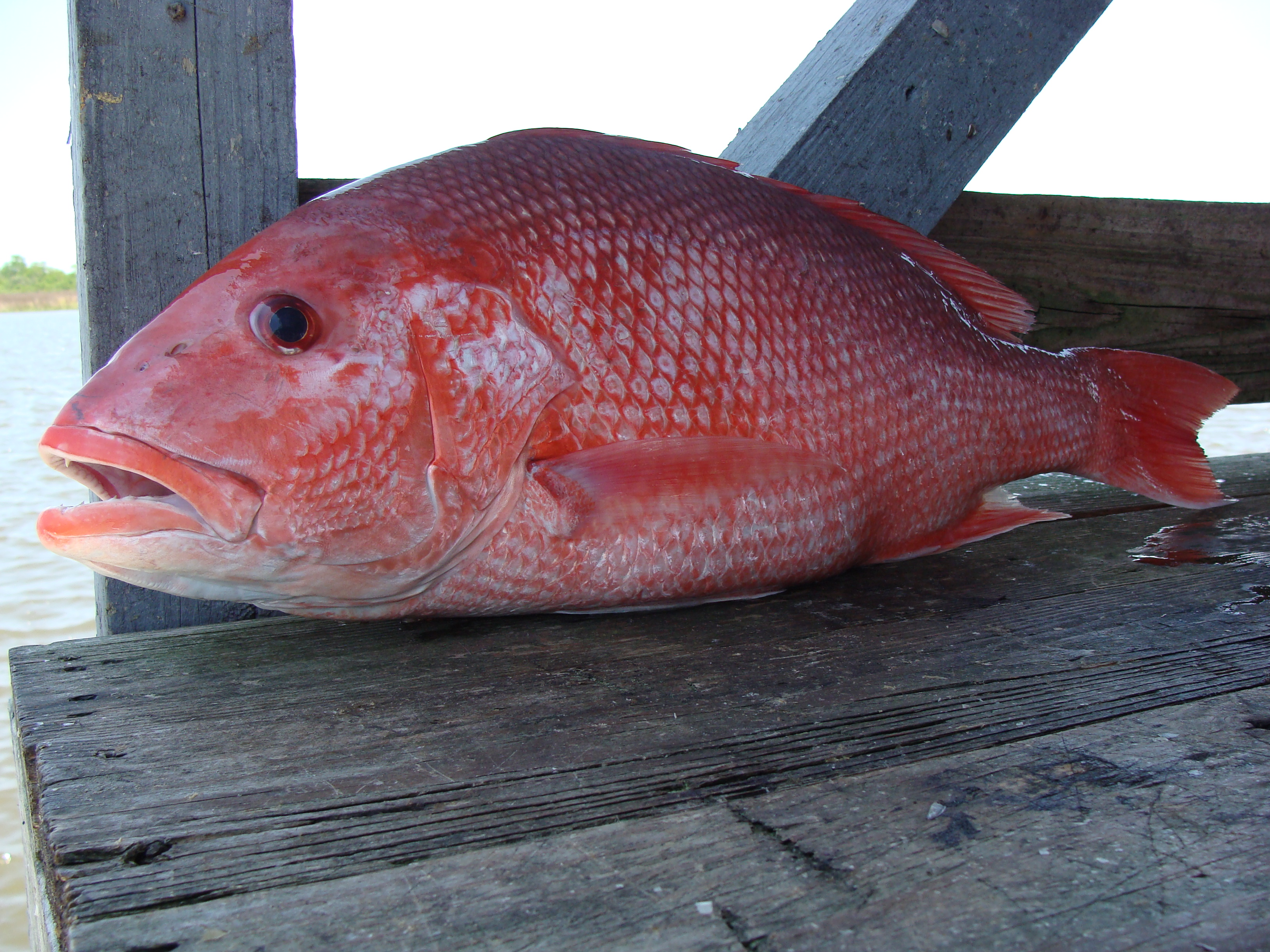
レッドスナッパー Red snapper

フエダイ亜科 Lutjaninaeは、フエダイ属を含み、大半がこのグループに属する。浅海に多く、一部は汽水域・純淡水域まで進入する。
ベニフエダイやOcyurus chrysurusを含む大西洋産のフエダイ属は、インド太平洋に産するフエダイ属から派生したと考えられている。また、マダラタルミ属はタカサゴ亜科との類縁関係が示唆されている。
- フエダイ属 Lutjanus - フエダイ、ゴマフエダイ、ウラウチフエダイ、センネンダイ、バラフエダイ、レッドスナッパーなど68種
- マダラタルミ属 Macolor  - ホホスジタルミ、マダラタルミの2種のみ
- セダカタカサゴ属 Pinjalo  - セダカタカサゴ、チカメタカサゴの2種のみ
- ベニフエダイ属 Rhomboplites
  - ベニフエダイ Vermilion snapper, R. aurorubens (Cuvier, 1829)
- Hoplopagrus 属
  - Mexican barred snapper, Hoplopagrus guentherii Gill, 1862.
- Ocyurus 属
  - Yellowtail snapper, O. chrysurus (Bloch, 1791)

### イトヒキフエダイ亜科 Paradichthyinae
イトヒキフエダイ亜科 Paradichthyinae インド太平洋のサンゴ礁産・2属2種のみが分類される。第二背鰭と臀鰭の軟条が長い。特にイトヒキフエダイでは和名通り第二背鰭の軟条数本が糸を引くように伸びる。
- イレズミフエダイ属 Symphorichthys
  - イレズミフエダイ Sailfin snapper, S. spilurus (Günther, 1874)
- イトヒキフエダイ属 Symphorus
  - イトヒキフエダイ Chinamanfish, S. nematophorus (Bleeker, 1860)

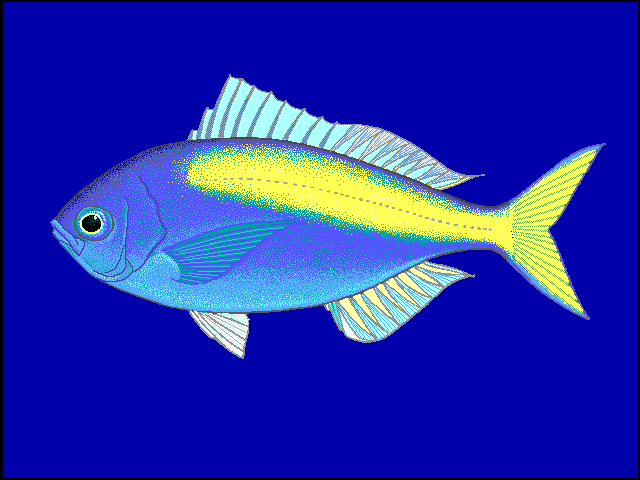
ウメイロ Paracaesio xanthura
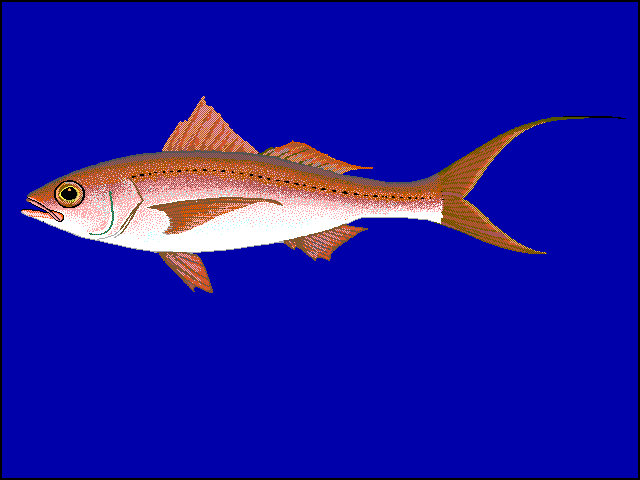
ハマダイ Etelis coruscans (Deepwater longtail red snapper)
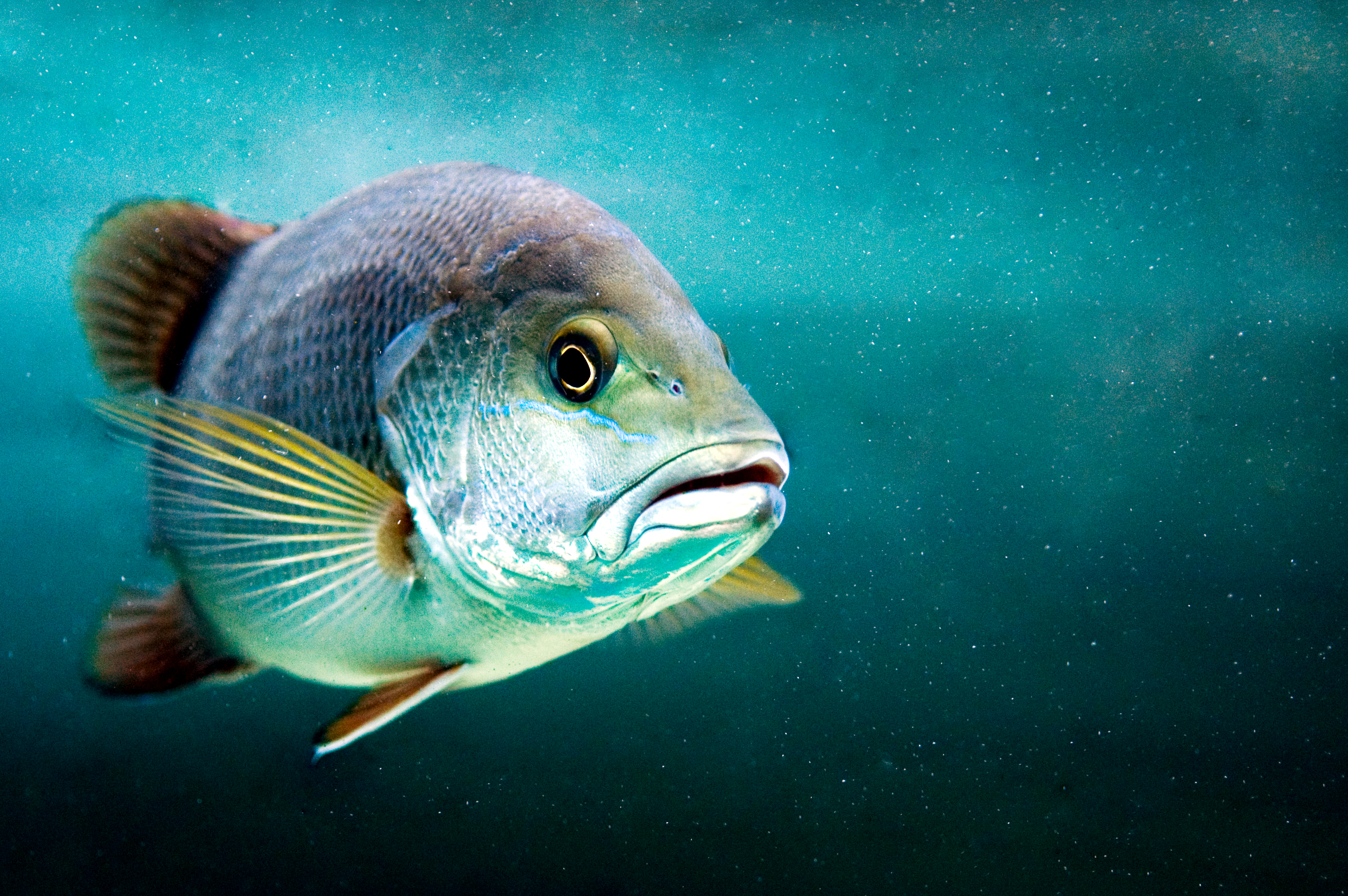
ゴマフエダイ Lutjanus argentimaculatus (Mangrove red snapper)
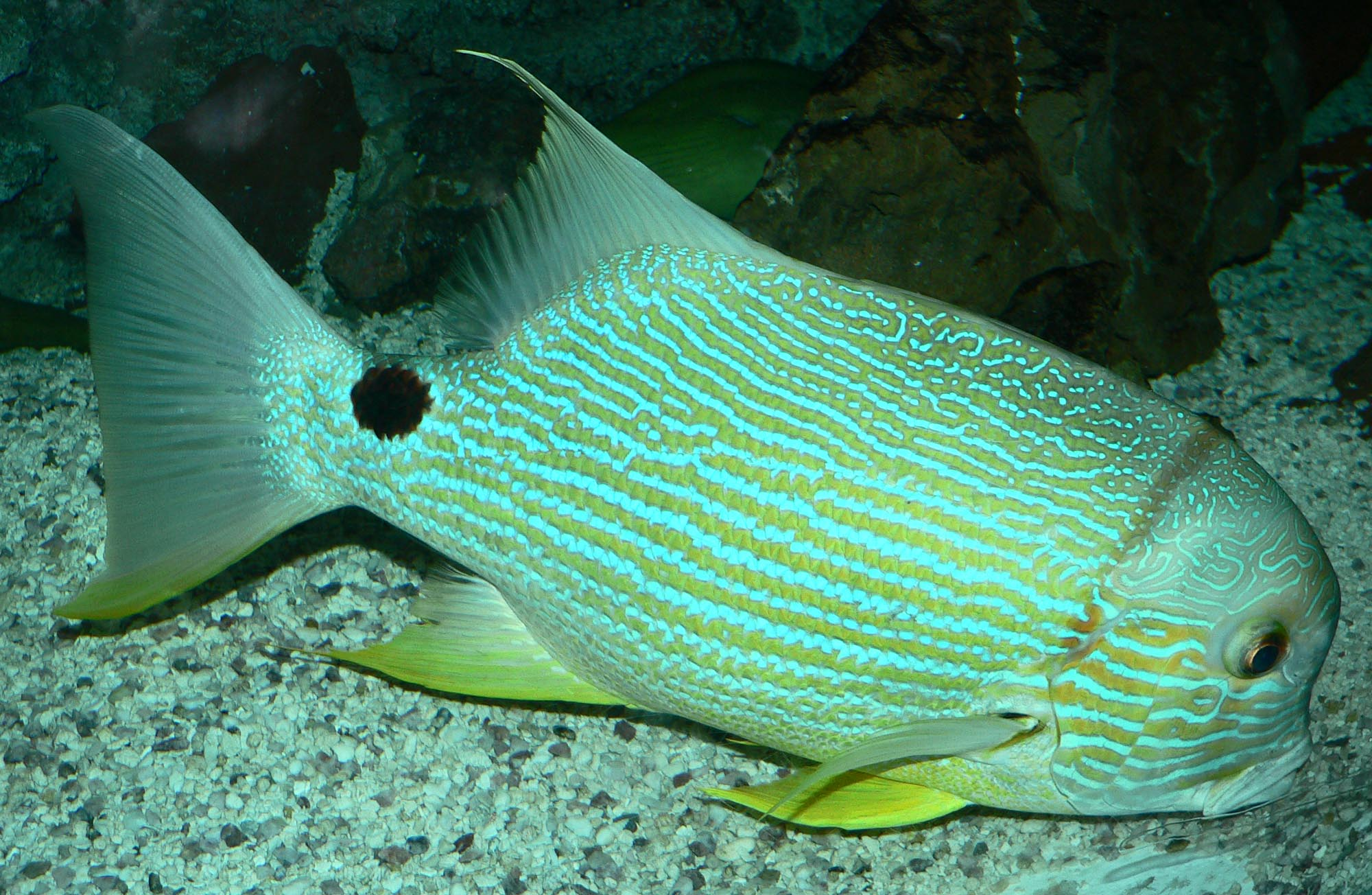
イレズミフエダイ Symphorichthys spilurus